# Safipro
Santa Cruz Films Producciones, mais conhecida como Safipro é uma produtora de televisão da Bolívia. A empresa existe desde 1986.

## Produções

### Telenovelas
- As Três Perfeitas Solteiras - 2004
- Terra Adentro - 1997
- Tardes Antigas - 1996
- Luna de Loucos - 1995
- Uma Vida, Um Destino - 1993
- Los Pioneros - 1990
- A Virgem das Sete Ruas - 1987

### Séries
- Cuentos y leyendas de Enrique Alfonso - 1998
- Mais contos e lendas - 1994
- Contos e lendas da Bolívia oriental - 1991
- O Retorno - 1988
- Contos de Natal - 1987-1996
- Carmelo Hurtado - 1987

### Minisséries
- A Fundação - 1993
- A última expedição - 1989